# نظرية لاي
في الرياضيات، وضع الباحث سوفوس لاي الخطوط والمبادئ الأولية لدراسة نظرية عُرفت باسم نظرية لاي، وقد اهتمت هذه النظرية بدراسة الخطوط العريضة للمعادلات التفاضلية والتحول المجموعاتي والاتصال في الكرة.[بحاجة لمصدر] تُستعمل هذه النظرية أيضا في مجال الهندسة؛ حيث تتناول التحول المجموعاتي كما تتناول ما يُعرف بمجالات الرياضيات. اشتهرت هذه النظرية بعدما عمل عليها مجموعة من علماء الرياضيات من بينهم سوفوس لاي (مؤسس النظرية)، فيلهلم كيلينغ ثم إيلي كارتن.
أساس النظرية هو الأس المتعلق بما يُعرف بزمرة لاي، ويُعد هذا الموضوع جزء لا يتجزأ من الهندسة التفاضلية. تتطور مجموعات لاي؛ وتتعلق بالظل ومن ثم تُؤسس ما يُعرف بجبر لاي. هيكل مجموعة أو نظرية لاي بات مضمنا في علوم الجبر؛ وبات يتم تطوير النظرية مؤخرا بالاعتماد على النظام الجذري والبيانات الجذرية.
كانت ولا زالت النظرية مفيدة بشكل خاص في الفيزياء الرياضية؛ وذلك كونها تصف مجموعات ومفاهيم هامة مثل تحويل جاليليو، مجموعة لورنتز وزمرة بوانكاريه.

## نظرية لاي
يُعد معامل المجموعة الواحدة أول مبدأ في نظرية لاي. ومن ثم فإن حالة الفضاء المتراص تنشأ من خلال معادلة أويلر في المستوى المركب. إن معامل المجموعة الواحدة يحدث في العدد العقدي باعتبارها وحدة القطع الزائد وبالتالي:
 :{\displaystyle \lbrace \exp(jt)=\cosh(t)+j\sinh(t):t\in R\rbrace ,}
أما معامل المجموعة الثانية فيُعرف بالعلاقة الثالية:
{\displaystyle \lbrace \exp(\varepsilon t)=1+\varepsilon t:t\in R\rbrace .}
في هذان الحالتان نحصل على أسماء ومفاهيم جبرية مثل: الزاوية، الزاوية القطعية والانحدار. وباستخدام مفهومي الزاوية والشعاع يُمكن الحصول على القطب.

## تاريخ النظرية
مبادئ وأسس نظرية لاي تم العثور عليها في مجموعة كتب ألَّفها العالِم سوفوس لاي رفقة كل من فريدريك أنجيل وجورج شيفرز ما بين 1888 و1896.
في وقت مبكر من حياة سوفوس لاي، كان يُفكر في بناء فكرة تُدعِّم نظرية المجموعات المستمرةلتكملة النظرية المنفصلة حول المجموعات والتي تتعلق بالأشكال النمطية التي توسع فيها كل من فيليكس كلاين وهنري بوانكاريه. تُركز نظرية لاي _كما ذُكر في البداية_على المعادلات التفاضلية، كما تُساعد على فهم نظرية غالوا وتُبسط المعادلات الجبرية إلى حد ما. كانت النظرية أيضا قادرة على توحيد مجموعة من المفاهيم من خلال دراستها لما يُعرف التماثل في المعادلات التفاضلية العادية. ووفقا للمؤرخ توماس دبليو هوكينز فإن إيلي كارتن هو من طوَّر نظرية لاي وجعلها على ما هي عليه اليوم فضلا عن مؤسسها الذي أخدت اسمه سوفوس لاي.

## جوانب من النظرية
تقوم النظرية في كثير من الأحيان على دراسة المجموعات الكلاسيكية في الجبر الخطي، كما تقوم على دراسة التحول المجموعاتي.
في عام 1900 طعن وشكك ديفيد هيلبرت في النظرية وزعم أنها خاطئة وغير صحيحة فتم طرحها للنقاش والتحاور في المؤتمر الدولي لعلماء الرياضيات الذي عُقد في باريس وتم التيقن في وقت لاحق أنها صحيحة.